# 冰岛国内航空
冰岛国内航空（Air Iceland Connect，曾名为Flugfélag Íslands ehf.，冰岛语：Flugfélag Íslands）是一家冰岛国内的地区性航空公司，公司总部和枢纽机场均位于雷克雅未克凱夫拉維克國際機場。岛国内航空运营冰岛国内航线和部分国际航线，诸如飞往格陵兰岛、法罗群岛和英国的航线。